# Etappentheorie
Mit dem Begriff Etappentheorie wird vor allem im Trotzkismus die „Volksfrontlinie“ bezeichnet, die seit dem VII. Weltkongress der Komintern zur grundlegenden Strategie der kommunistischen (stalinistischen) Parteien wurde.
Die proletarische Revolution wurde in dieser Konzeption zeitlich von einer bürgerlich-demokratischen Phase des Kampfes getrennt.

## In der DDR
Die Bezeichnung „Deutsche Demokratische Republik“ (und nicht „Sozialistische Republik“) für den 1949 im Osten Deutschlands gegründeten Staat im Machtbereich der Sowjetunion ist eine Folge  der Etappentheorie, die eine „antifaschistisch-demokratische Phase“ als der sozialistischen Umgestaltung notwendig vorausgehend annimmt und diese Etappen/Phasen strikt voneinander trennt. (Im Gegensatz zur Theorie der permanenten Revolution.)

## Etappentheorie und Bündnispolitik
Obwohl beide Begriffe von den stalinistischen KPen im Folgenden oftmals synonym benutzt wurden, handelt es sich um unterschiedliche Konzeptionen der Bündnispolitik und unterschiedliche Zielsetzungen:
Während die Einheitsfrontkonzeption den gemeinsamen Kampf aller Arbeiterorganisationen – gemäß dem Grundsatz „Klasse gegen Klasse“ für die sozialen Ziele des Proletariats bedeutet, bleibt die Programmatik der Volksfront (die ihrer Natur nach ein Bündnis von Arbeiterparteien mit bürgerlichen Parteien ist) im Rahmen eines bürgerlich-demokratischen Programms. Einige nichtstalinistische Kommunisten (vor allem Trotzkisten) lehnen die Volksfrontmethode ab und halten an der auf den III. und IV. Komintern-Weltkongress zurückgehenden Einheitsfrontmethode fest.